# Philodromus azcursor
Philodromus azcursor es una especie de araña cangrejo del género Philodromus, familia Philodromidae. Fue descrita científicamente por Logunov & Huseynov en 2008.

## Distribución
Esta especie se encuentra en Azerbaiyán.